# 時光華
時 光華（とき こうか、1953年 - 2001年10月13日）は、日本の書家。

## 人物・経歴
1953年東京都生まれ。1977年千葉商科大学商経学部卒業。和洋女子大学教授の成瀬江雲、日展評議員の今関脩竹らに師事。三鼎書道会副理事長審査員、墨東書展常任理事審査会員、書学書道史学会会員等を歴任。2001年10月13日、肺炎のため死去。